# Семенівка (Камишинський район)
Семенівка (рос. Семёновка) — село у Камишинському районі Волгоградської області Російської Федерації.
Населення становить 1023  особи. Входить до складу муніципального утворення Семеновське сільське поселення.

## Історія
Село розташоване у межах українського історичного та культурного регіону Жовтий Клин.
Згідно із законом від 5 березня 2005 року № 1022-ОД органом місцевого самоврядування є Семеновське сільське поселення.

## Населення
| 1767  | 1773  | 1788  | 1798  | 1816  | 1834  | 1850  |
| ----- | ----- | ----- | ----- | ----- | ----- | ----- |
| 144   | ↗232  | ↗308  | ↗407  | ↗765  | ↗1444 | ↗2398 |
| 1859  | 1865  | 1886  | 1897  | 1905  | 1911  | 1920  |
| ↗2984 | ↗3060 | ↗3349 | ↗3433 | ↗5743 | ↗6292 | ↘4862 |
| 1922  | 1923  | 1926  | 1931  | 2010  |       |       |
| ↘3276 | ↗3428 | ↗4120 | ↗4726 | ↘1023 |       |       |